# 1281 en santé et médecine
| Années de la santé et de la médecine : 1278 - 1279 - 1280 - 1281 - 1282 - 1283 - 1284    |
| Décennies de la santé et de la médecine : 1250 - 1260 - 1270 - 1280 - 1290 - 1300 - 1310 |

Cet article présente les faits marquants de l'année 1281 en santé et médecine.

## Événements

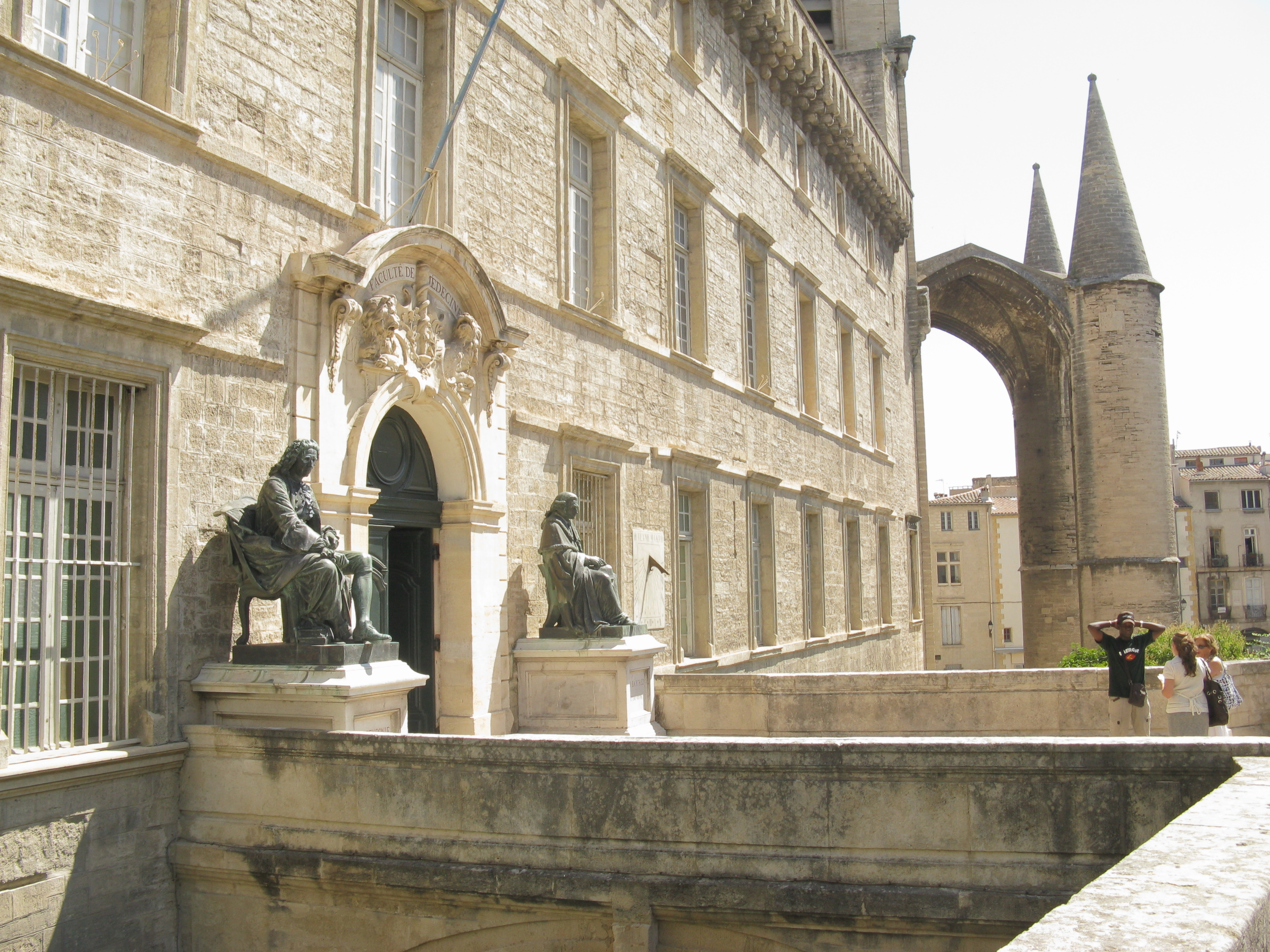
Montpellier
La Faculté de médecine
Lapeyronie et Barthez

- 13 avril : Jacques II, roi de Majorque et seigneur de Montpellier, confirme les privilèges accordés à l'université de médecine par son père, Jacques le Conquérant[1], dans une charte où « il défend à toutes sortes de personnes de l'un et l'autre sexe, Chrétiens ou Juifs, d'exercer aucun office dans la faculté de médecine, et de la pratiquer, à moins qu'ils n'y aient été examinés et licenciés[2] », privilèges que le roi de France Philippe de Valois renouvellera en 1331.
- Selon Raffaele Ciasca (it), une dissection humaine est pratiquée pour la première fois à Bologne[3].
- Les statuts de la faculté de médecine de Paris « s'élèvent contre l'ingérence des apothicaires ou des herboristes (apothecarii vel herbarii) dans l'art médical » et le doyen Jean de Cherolles déclare « qu'ils […] déshonorent les médecins », ce qui n'empêche pas leur corporation de continuer d'empiéter sur leur domaine[4].
- Les statuts de Venise obligent les médecins à déclarer aux autorités tous les cas de blessures portés à leur connaissance[5].
- Première mention de l'hospice du Malpas (hospicia deux Malpas) à l'ouest de Privas, en Vivarais, le long de la route du Pouzin au Puy[6].
- À Allerdene, dans la paroisse civile de Whitton and Tosson (sv) dans le Northumberland, l'hôpital Saint-Léonard (Hospital of St. Leonard) est mentionné pour la première fois sous le nom d'Alryburn Hospital[7].

## Publication
- Paravicini, médecin de Venise, traduit en latin le Teysir d'Avenzoar à partir de la version hébraïque de Jacob l'Hébreu[8].

## Naissances
- Zhu Zhenheng (mort en 1358), médecin chinois, « chef de file du courant de l'entretien du yin[9] ».
- Entre 1271 et 1281 : Jean Blaise (mort en 1341), chirurgien et médecin du roi Robert, frère d'Armengaud Blaise et neveu d'Arnaud de Villeneuve[10].